# Mærsk Mc-Kinney Møller

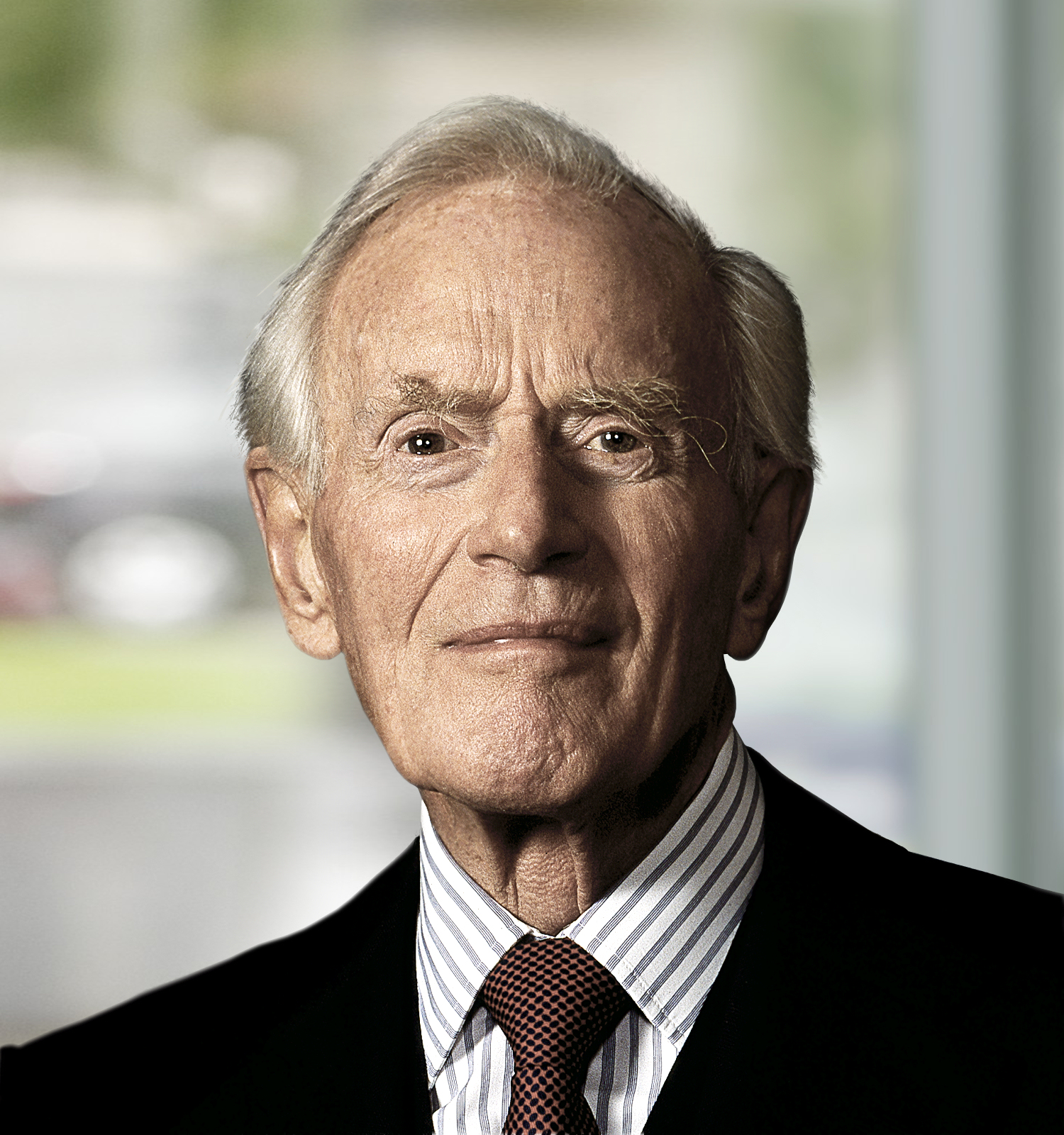
Arnold Mærsk Mc-Kinney Møller, giám đốc hãng Maersk

Arnold Mærsk Mc-Kinney Møller (13 tháng 7 năm 1913 – 16 tháng 4 năm 2012) là một doanh gia lớn của Đan Mạch, chủ hiệu hàng hải A.P. Møller-Mærsk, thường gọi là hãng Mærsk.

## Doanh nhân
Tài sản của Møller trị giá khoảng 123 tỷ Krone Đan Mạch, đưa ông vào vị trí người giàu nhất Đan Mạch. Theo Danh sách Forbes liệt kê năm 2007 thì Møller xếp  hạng thứ 557 trên thế giới.

## Møller, hãng Mærsk và người Việt
Đối vời thuyền nhân người Việt vượt biển tỵ nạn thì Møller là một vị ân nhân lớn. Thương thuyền của hãng Mærsk đã từng ra tay cứu vớt thuyền vượt biên khi họ lâm nạn trên biển. Ngay từ khi Sài Gòn thất thủ vào Tháng Tư năm 1975, con tàu Trường Xuân rời bến Sài Gòn ra khơi nhưng hỏng máy và đang chìm thì con tàu Clara Mærsk đã can thiệp cứu vớt, chở 3.628 người tỵ nạn sang Hương Cảng. Clara Mærsk cập bến Hương Cảng ngày 4 Tháng 5. Vào thời điểm bấy giờ, đó là đợt cứu nạn trên biển lớn nhất.
Trong những năm kế tiếp, thương thuyền hãng Mærsk của Møller đã vớt hơn 10.000 thuyền nhân Việt Nam trên biển Đông. Đa số được định cư ở Đan Mạch.
Møller mất ngày 16 tháng 4 và khi tang lễ được cử hành ngày 21 tháng 4, cộng đồng người Việt tỵ nạn ở Đan Mạch cũng đã gửi vòng hoa phúng điếu, tri ân vị ân nhân với tấm lòng bác ái.